# Far Cry (film)
Far Cry è un film franco-canadese del 2008 diretto e co-prodotto da Uwe Boll, adattato dal videogioco per PC e console Far Cry.

## Trama
Jack Carver è un traghettatore tedesco (ex soldato delle Forze Speciali) che lavora in un lago in Canada. Suo compito è trasportare turisti sulla sua barca, finché non riceve la richiesta di un servizio per una giornalista locale, Valerie Cardinal, che sta investigando su misteriosi esperimenti che si tengono in un'installazione su un'isola al centro del lago, nella quale lavora suo zio Max (che è un vecchio compagno d'arma di Jack).
Il dr. Krieger è infatti a capo di questi folli studi per trasformare dei normali soldati in macchine da guerra geneticamente modificate, in grado di subire colpi di qualunque tipo sulla loro pelle, tranne che su bocca od occhi. A protezione dell'isola tiene dei mercenari di due diverse organizzazioni, da un lato i temibili uomini di Chernov, una spietata donna assassina, dall'altro i più leali e ragionevoli soldati di Parker.
Jack e Val intanto raggiungono notte tempo una spiaggia, dove si dovrebbe tenere l'incontro con Max. Il quale però non si presenta, perché scoperto il suo doppio gioco viene usato per un esperimento che lo tramuta nel primo GMS (Soldato Geneticamente Modificato) in grado di comprendere gli ordini, senza assaltare chiunque gli sia davanti. Jack, restio nel seguire la reporter, la lascia andare da sola. Per questo la ragazza viene colta in trappola da Chernov e i suoi uomini, a cui viene anche ordinato di far saltare la barca di Jack. L'ex militare riesce comunque a salvarsi, gettandosi in acqua appena in tempo. Raggiunta la terra ferma assalta il convoglio e libera Val, con la quale scappa e passa la notte insieme in una capanna abbandonata.
Il giorno dopo con uno stratagemma rubano un camion ed una divisa, per riuscire ad entrare nella segheria usata come copertura da Krieger. Mentre Jack, ancora determinato a lasciare l'isola, va in cerca di una barca per fuggire, Val rimane nascosta, sperando comunque di trovare suo zio. Viene però scoperta da Krieger attraverso le telecamere e fatta catturare dai suoi soldati. Jack intanto scova un motoscafo usato per il trasporto delle provviste e tenta la fuga accompagnato da un povero addetto alle consegne, un cuoco di nome Emilio, che era rimasto sulla barca per fare uno spuntino.
Braccati dai mercenari, risalgono il fiume finché non si trovano la strada sbarrata da una recinzione e vengono quindi fatti prigionieri. Portati al cospetto di Krieger egli decide di usarli per i suoi esperimenti, mentre pone Val sotto interrogatorio riguardo alle cose che sa. Per spaventarla ancora di più mostra cosa ha fatto a Max e ordina a questi di uccidere i due ostaggi, che nel frattempo si sono liberati con l'aiuto della chiave universale di Jack (precedentemente usata da Valerie per liberarsi dalle manette). Max però riesce a tornare in sé, un po' per Jack che gli ricorda la loro parola d'ordine sotto le armi, un po' per Val che sta assistendo alla scena.
Krieger spaventato fa uscire altri due GMS dalle celle, sperando che mettano fuori uso Max, ma questi impazziti iniziano a uccidere tutti e uno, sparando da una mitragliatrice, fa aprire tutte le gabbie. Scoppia il caos nella base, i GMS impazziti attaccano tutti indiscriminatamente, Jack si trova in mezzo e tenta di recuperare Valerie per scappare insieme. Intanto Krieger prepara una barca per la fuga e protetto dai soldati di Chernov si fa aprire la strada. Parker rifiuta di mantenere la posizione per aiutare lo scienziato, perciò viene fatto ammazzare da Chernov, e scoppia il conflitto anche tra i due gruppi di mercenari.
Quando finalmente Jack raggiunge Krieger, Chernov e Valerie, in rotta verso l'unica barca per lasciare l'isola, prende in ostaggio il dottore e propone lo scambio alla mercenaria, che ovviamente lo inganna e non consegna la giornalista. Jack allora si trova in inferiorità numerica, ma per fortuna Max, ancora accecato cerebralmente, sbuca sul molo e mette fuori gioco i gregari di Chernov. Anche se ferito agli occhi, punto debole dei GMS, ammazza in un ultimo sforzo l'assassina, permettendo a Jack e Val di andarsene.
Krieger rimasto solo si accorge che al molo non c'è più nessuna barca, recuperata invece da Emilio che salva il tedesco e la reporter. Lo scienziato rimane da solo nella segheria, mentre un'orda di GMS lo accerchia.
Nell'epilogo si vedono Jack e Val su un molo, dove il suo salvatore le mostra la nuova barca pagata coi soldi dell'assicurazione e i due si danno appuntamento al giorno dopo.

## Produzione
Durante un'intervista ad Uwe Boll avvenuta nell'ottobre 2006, egli dichiarò di avere in progetto la trasposizione cinematografica del videogioco Far Cry e che, la pre-produzione del film si sarebbe avviata a maggio 2007.